# قلم المرايا
قلم المرايا (بالإنجليزية: The Pen Of Mirrors)‏ هو فيلمٌ قصيرٌ سعودي من إخراج بدر الحمود. كان العرض الأوّل للفيلم في مسابقة اقرأ في 14 سبتمبر، 2014، وعُرض على الجمهور بشكلٍ عامٍ في موقع يوتيوب في 23 من الشهر ذاته. الفيلم من بطولة السعودي تركي الجلال والممثل الأمريكي إريك روبرتس. يُعد الفيلم العمل الأكبر لبدر الحمود بعد أفلامٍ سابقةٍ ناجحةٍ منها فيلم مونوبولي، وكتاب الرمال.

## القصة
يحكي الفيلم أسطورة قلم من يمتلكه سيكتب به سطراً خالداً في ذاكرة البشر إلى الأبد. وتجري الأحداث في المستقبل بعد أربعين سنة من طباعة آخر كتاب ورقي؛ حيث يقوم بطل الفيلم «قيس» بالبحث عن قلم المرايا داخل مكتبة قديمة مليئة بالألغاز.

## طاقم التمثيل
- تركي الجلال
- إريك روبرتس
- عبد المجيد الكناني
- محمد مسفر القحطاني

## الإنتاج
تم تصوير الفيلم بالكامل في لوس أنجلوس، بكاليفورنيا في الولايات المتحدة الأمريكية بالتعاون مع المنتج المنفذ في هوليوود أسامة الخريجي. وهو من إنتاج مركز الملك عبد العزيز الثقافي العالمي أحد برامج أرامكو السعودية في خدمة الثقافة والمجتمع. قام الدكتور خالد اليحيا بكتابة نص الفيلم. وقام بتنفيذ الجرافكس والمؤثرات البصرية وائل الحامد فيما تولى المثنى عبد العزيز مهمة مساعد المخرج ومحرر الألوان أما الموسيقى فمن تأليف غيا ارشيدات ومهندس الصوت للموسيقى نيكولاس لاجت الحائز على ثلاث جوائز غرامي العالمية.

## وصلات خارجية
- قلم المرايا على موقع IMDb (الإنجليزية)
- قلم المرايا على موقع قاعدة بيانات الفيلم (الإنجليزية)
- قلم المرايا على موقع ليتربوكسد (الإنجليزية)
- قلم المرايا على موقع كينوبويسك (الروسية)

- فيلم قلم المرايا في موقع يوتيوب.